# Illusione filmica
Si definisce illusione filmica (o anche illusione proiettiva o illusione di realtà) il peculiare stato di coscienza che caratterizza gli spettatori dei testi audiovisivi di finzione e che consiste nel partecipare alle vicende narrate e al mondo rappresentato "come se" fossero veri. Richard Allen l'ha definita: "quella particolare esperienza per cui mentre sappiamo che stiamo vedendo solo un film tuttavia sperimentiamo quel film come un mondo pienamente realizzato" (Richard Allen).
È "illusione", appunto, e come tale non è l'allucinazione di chi scambia il mondo rappresentato con quello reale o lo sguardo della macchina da presa con il proprio sguardo; ma neanche la piena coscienza di chi mai si dimentica di trovarsi di fronte ad una messa in scena. 
È una condizione intermedia tra abbandono e presenza di sé, adesione e distacco critico, che ricorda la réverie, il sogno ad occhi aperti; ma anche il gioco dei bambini, nel quale si dà vita ad un mondo sospeso tra coinvolgimento emotivo e serenità del “far finta”.
Il richiamo al gioco è rinvenibile anche nell'etimologia stessa del termine illusione, che deriva dal latino “in-ludere”: entrare in una dimensione ludica e fantastica, in cui “si crede senza credere”, sostando nella terra di mezzo tra realtà ed immaginazione.

## La natura dell'illusione filmica
In generale, credere a qualcosa significa considerare tale cosa vera, anche se nel contempo si accetta la possibilità che non lo sia. Tuttavia, nel caso dell'illusione filmica succede il contrario: non si considerano davvero reali i mondi e i racconti che vengono proposti sullo schermo; eppure, almeno per certi aspetti, ci si comporta come se lo fossero. È un regime di credenza indubbiamente anomalo e paradossale, sui cui fondamenti si sono interrogati in tanti (da Roland Barthes a Christian Metz, da Rudolf Arnheim a Octave Mannoni, da Maurice Merleau-Ponty a Edgar Morin, da John Searle ai cognitivisti anglosassoni, …), richiamandosi anche alla riflessione precedente sull'esperienza finzionale tout court (Platone, Aristotele, David Hume, …).
In effetti, è difficile spiegare il fatto che gli spettatori provino emozioni forti per storie che sanno fittizie; che avvertano paura, ansia, tristezza, gioia, ecc., legate al destino di personaggi nella cui esistenza non credono   E, di contro, che essi vivano emozioni così vivide senza reagire, come farebbero nella vita reale (si piange, ma non ci si addolora; si ha terrore, ma non si scappa,…).  E, addirittura, che essi traggano piacere dal provare proprio quegli stati d'animo che nella realtà più temono e rifuggono (la paura, l'ansia, la tristezza,…).
La tradizione teorica oscilla al riguardo tra l'idea di una sospensione dei giudizi di realtà  e di verità o, perlomeno, di quella “incredulità” che dall'esercizio di tali giudizi scaturirebbe (la “voluntary suspension of disbelief” di Samuel Coleridge) e l'ipotesi, per certi aspetti opposta, di un rinforzo della credenza (Metz: “Dietro ogni finzione ce n'è un'altra: gli avvenimenti diegetici sono fittizi, e questa è la prima finzione; ma tutti fanno finta di crederli veri, ed è la seconda finzione; e se ne può trovare anche una terza: il rifiuto generale ad ammettere che, in un angolo recondito di sé, li si crede veramente reali”).
In realtà, per quanto risulti strano e paradossale, si tratta di uno stato di coscienza duplice, in cui convivono e interagiscono due frame che sembrerebbero incompatibili sotto il profilo logico e psicologico: 'so che non è vero' / 'mi comporto come se lo fosse'; 'resto consapevole' / 'mi abbandono completamente'; 'non credo' / 'credo'.   “Je sais bien, mais quand même…” (sì lo so, eppure….), secondo la celebre formula di Octave Mannoni.   Uno stato di coscienza ambivalente,  in virtù del quale si aderisce di fatto al mondo convocato, come se….

## Ci sono cause nell'illusione filmica
Sulle ragioni di fondo dell'illusione filmica, sui meccanismi psicologici così come sugli elementi testuali che la favoriscono, ci si interroga da molto tempo. Come può accadere che la visione di un film o di una fiction televisiva ci trasporti in un altro mondo e ci faccia vivere esperienze così intense? In virtù di che cosa e in che modo queste esperienze diventano parte di noi?  Perché la comunicazione per immagini in movimento, e quella illusiva in particolare, è tanto “potente”, se non addirittura “prepotente”?  Tanti, secondo gli studiosi, sono gli elementi in gioco.
Anzitutto, il fatto che il linguaggio audiovisivo è così pregnante sotto il profilo percettivo, cognitivo ed emotivo da far (quasi) dimenticare di essere un linguaggio, e cioè uno strumento di mediazione e di rappresentazione. Com'è noto, più “materie dell’espressione” (immagine, parola, musica, rumori,…); ma anche più nature o vocazioni si combinano nel segno audiovisivo.  Esso infatti è, contemporaneamente, un'impronta, una raffigurazione ed un modello del mondo. E rappresenta la realtà in quanto, al tempo stesso, la mostra (registra una presenza), la costruisce (mette in scena una riproduzione) e la fa costruire (attiva un processo di interpretazione).  Un lavoro linguistico che sa nascondersi, però, e bene, dietro i modi dell'esistenza corporea (vedere, sentire, muoversi,…).  L'audiovisivo adotta questi modi quali materia prima del suo linguaggio, come ha osservato Vivian Sobchack.  E, in questo modo, fa delle strutture dell'esperienza diretta del mondo - il posizionamento del corpo e l'attivazione dei sensi, in relazione ad un mondo di oggetti e di altri soggetti - la base per la costituzione del suo spettatore. I testi audiovisivi d'illusione, pertanto, sanno rendere presente un mondo, perché lo costruiscono come un universo di esperienza abitabile e vivibile dall'interno e in prima persona.  Questo infatti è ciò che distingue un “mondo” da una semplice visione (come bene già avevano intuito, tra gli altri, Bela Balazs e Jean Mitry).
In secondo luogo, se c'è affinità, contiguità, tra esperienza di vita ed esperienza illusiva (tanto che sono oramai in molti a parlare di un “continuum esperienziale” difficilmente segmentabile), non è solo perché i film assomigliano alla vita, ma anche perché, in un certo modo, la vita assomiglia ai film. La psicologia e la psicanalisi insistono da tempo sul fatto che per fare davvero esperienza nella vita e della vita dobbiamo narrare a noi stessi la nostra storia personale: mettere in fila gli accadimenti, non solo sul piano temporale, ma anche su quello logico e causale; ricostruire le intenzionalità dei soggetti in campo e le loro motivazioni; valutare l'incidenza del caso; considerare quel che abbiamo conseguito, quel che invece abbiamo dovuto lasciare, quello che avrebbe potuto essere o che avremmo potuto fare; ecc. Insomma, per trasformare la semplice “esposizione” in autentico “vissuto”, dobbiamo raccontarci quella storia, unica e inconfondibile, in cui siamo noi i protagonisti, decidendo da quale punto di vista vedere le cose, quali tagli apportare, come giuntare le parti salienti; in definitiva quale “senso” (cioè quale direzione e quale significato) dare agli eventi.   I film e le serie tv, sotto questo aspetto, costituiscono una traccia sempre più importante: un ricco repertorio di strutture narrative, ruoli e modelli con cui confrontarci e a cui ispirare la nostra lettura delle cose; e anche una grammatica, un insieme di regole, figure e valori da utilizzare nella vita quotidiana.

## Le 'mosse testuali' che favoriscono l'esperienza illusiva
All'origine dell'esperienza illusiva vi sono alcune operazioni testuali che sono state messe a punto nel corso degli anni nella pratica produttiva (e codificate prontamente dalla teoria) e che Federico di Chio ha così riepilogato:  l'elaborazione di un’immagine mimetica, punto di sintesi tra la realtà dei prelievi fotografici e la fantasia delle ricostruzioni;  la messa a punto di un universo immaginario coerente e verosimile (per dirla con Lubomír Doležel: un “piccolo mondo”); la collocazione dello spettatore al centro dell'universo diegetico, attraverso l'applicazione di una sintassi visiva che organizza i frammenti di mondo attorno al suo sguardo; l'adozione di una struttura narrativa basata sul cambiamento (del mondo e del personaggio) e su una dinamica tensiva dall'andamento omeostatico; l'allineamento dello spettatore con i personaggi centrali, grazie ad una sapiente gestione del vedere, del sapere e del credere del destinatario dei testi; e infine, la costituzione di uno sguardo sul mondo “forte”, ma al tempo stesso discreto e sempre mutuabile dagli spettatori.
Queste mosse cruciali alimentano una complessa economia dell'esperienza vicaria che assicura dei guadagni proprio laddove non può che registrare delle perdite. La mancanza della presenza effettiva delle cose (sullo schermo non c'è il mondo) viene compensata da un paradossale surplus di realtà che l'immagine mimetica riconsegna grazie all'incrocio fra dati di fatto e immaginazione. L'incompletezza dei mondi di illusione trova un contrappeso nella loro densità (non c'è tutto, ma solo quello che conta); l'opera di selezione che li fonda è bilanciata dall'orientamento che traspare dalla loro organizzazione (c'è solo quello che qualcuno ha ritagliato, ma il senso di questo ritaglio è evidente); l'arbitrio che ne caratterizza i presupposti è ben compensato dalla coerenza dell'impianto (i postulati iniziali sono sviluppati dall'interno, con una congruenza introvabile nel mondo reale).  Ancora: l'assenza di noi spettatori dal mondo diegetico viene compensata dall'esservi inclusi come sguardo baricentrico, inviolabile, onnipotente; e così la virtualità dell'essere-nel-mondo viene bilanciata dalla straordinaria intensità di questa esperienza e dal piccolo “tesoro” (Noël Burch) che ci lascia in dote. Nell'allinearci al percorso del personaggio, poi, ciò che dell'altro ci manca e rimane per noi inaccessibile viene in qualche modo compensato da ciò che all'altro aggiungiamo noi, prendendo del nostro e conferendoglielo. Infine, l'alterità dello sguardo che ci guida nel mondo diegetico è compensata dal fatto di poterlo fare nostro e dal surplus percettivo e cognitivo che ce ne deriva.
In questo modo, l'esperienza dell'illusione consente agli spettatori di appropriarsi ulteriormente del proprio vissuto, allineandosi a quello di un altro; di entrare nel vivo delle cose, ritrovandosi al centro di un mondo possibile; di avere un'esperienza piena, facendo un'esperienza (solo) mimetica.  Questo gioco di sponda non costituisce un inganno o una fuga. Al contrario, esso ci permette quell' “immersione sacrificale nella possibilità” (Victor Turner) che ci consegna una visione rinnovata della nostra condizione.  Per questo, l'illusione è così ricercata ed è tuttora, dopo molti decenni, il cuore dello spettacolo audiovisivo moderno, nelle sue nuove e disparate forme.